# Mattijs Hak
Mattijs Hak (Amsterdam, 19 oktober 1988) is een Nederlandse basketballer die speelde voor Omniworld Almere, WCAA Giants uit Bergen op Zoom en BC Apollo.

## Carrière
Zijn debuut op het hoogste niveau begon bij Omniworld, waarin hij liet zijn over schutterskwaliteiten te beschikken. Dit kon hij slechts tot eind 2007 laten zien, omdat Omniworld een faillissement moest ondergaan. Hierdoor keerde hij terug naar Amsterdam om in de jeugd van MyGuide Amsterdam terecht te komen. WCAA Giants uit Bergen op Zoom werd geïnteresseerd in Hak en legde hem voor drie seizoenen vast. Ook Bergen op Zoom moest aan terugtrekken uit de eredivisie geloven, waardoor Hak besloot om nog één seizoen te spelen voor BC Apollo in de Promotiedivisie. Met dat team werd hij in 2012 kampioen.